# Saint-Julien-des-Ménétriers
Saint-Julien-des-Ménétriers var en kyrkobyggnad i Paris, helgad åt den helige Julianus Hospitator. Kyrkan var belägen vid dagens Rue Saint-Martin i Quartier Sainte-Avoye i tredje arrondissementet. 

## Historia
År 1328 grundades Hôpital Saint-Julien av två spelmän (franska: ménétriers): Jacques Grare från Lombardiet och Huet från Lorraine. Kyrkan uppfördes år 1335. År 1644 överläts kyrkan åt kongregationen Prêtres de la doctrine chrétienne.
I samband med franska revolutionen stängdes kyrkan och revs år 1792. 

## Bilder
| - Saint-Julien-des-Ménétriers. |